# Antville
Antville ist eines der ersten freien europäischen Hosting-Systeme für Blogs. Es ist ein einfaches Content-Management-System, das auf dem Helma Object Publisher basiert, einem in Java geschriebenen Web-Applikations-Framework. Die erste Antville-Installation (antville.org) ist eine der ersten Weblog-Communitys im deutschsprachigen Raum.

## Geschichte
2001 begannen die beiden Programmierer Robert Gaggl und Hannes Wallnöfer damit, nach dem Vorbild der damals führenden Weblog-Hosting-Plattform Blogger.com ein Weblog-System auf der Basis des Java-Frameworks Helma Object Publisher zu schreiben. Sie gaben dem Projekt den Namen Antville und registrierten die Domain antville.org, unter der ein Testserver laufen sollte.
Am 18. Juni 2001 war die erste Rohfassung der Software fertiggestellt, zwei Wochen später startete das erste Weblog auf antville.org, als Testplattform. Zeitgleich komplettierte Tobi Schäfer das Entwicklertrio.
Die erste Version von Antville bot den Nutzern einfache CMS-Funktionen: Veröffentlichen und Verwalten von Texten, Bildern und Dateien, Kommentarfunktion für registrierte Benutzer, sowie individuelle Gestaltung des Site-Layouts (via Skins). Die Bedienung erfolgt über ein einheitliches Benutzer-Interface im Webbrowser, das Claudia Bogun (Art-Direktorin bei ORF Online) graphisch gestaltet hat.
Da sich zu Beginn jeder Benutzer mehrere Weblogs kostenlos auf dem Testserver anlegen durfte, näherte sich dieser schnell den Grenzen seiner Leistungsfähigkeit. Deshalb sperrten die Entwickler bei 2.748 Sites und ca. 12.000 registrierten Benutzern das Erstellen von neuen Weblogs. Neue Benutzer durften sich aber weiterhin registrieren. Im Dezember 2002 erging seitens der Entwickler ein Spendenaufruf an die Benutzer von antville.org, mit dem 3.000 € für einen neuen Server eingenommen werden sollten (Antville Server Fund). Trotz der höheren Leistung des von diesem Geld angeschafften Servers wurde die Beschränkung, keine neuen Weblogs erstellen zu können, nicht mehr aufgehoben.
Im Dezember 2005 begann die Firma Knallgrau eine eigene Antville-Version namens twoday.net als sogenannten Fork weiterzuentwickeln.
Tobi Schäfer hat am 17. Januar 2006 offiziell verlautbart, aus dem Antville-Entwicklerteam auszuscheiden.
Im Mai 2007 gab Schäfer jedoch bekannt, dass er an einer neuen Version der Antville Software arbeiten möchte. Antville User wurden aufgerufen ihre Wünsche an die Entwickler zu übermitteln. Mittels Spenden wurde der »Antville Summer Of Code 2007« umgesetzt.
Aufgrund zunehmender Probleme mit dem gespendeten Server wurde am 14. Februar 2009 die Site antville.org auf einen neuen Server verschoben.
Um Tobi Schäfer als mittlerweile einzigen Entwickler der Software und Betreiber von antville.org zu entlasten, wurde zusammen mit einigen Benutzern der Verein »antville – Verein für Entwicklung, Betrieb und Unterstützung freier Publishing-Software« gegründet und am 11. August 2009 im Vereinsregister der Republik Österreich eingetragen.
Seit dem 2. November 2009 können wieder neue Weblogs auf Antville eröffnet werden: zunächst nur auf Anfrage, seit Frühjahr 2011 wieder für jeden registrierten Benutzer möglich.
Vom 26. Juni 2011 bis Mitte 2015 wurde Antville auf Google Code gehostet. Mittlerweile befindet sich der Quellcode auf GitHub.